# Совместное картографирование
Совместное картографирование — это совокупность веб-картографии и пользовательского контента от физических или юридических лиц, что может принимать различные формы. С ростом технологий для хранения и обмена картами, совместное картографирование становится конкурентом коммерческих сервисов. 

## Сервисы совместного картографирования

#### Свободные проекты
- OpenStreetMap
- Викимапия
- OpenHistoricalMap[англ.]

#### Коммерческие
- Яндекс.Народная карта
- Google Map Maker (закрыт в 2017 году)

## Картовстречи
Участники совместного картографирования обычно занимаются этим удаленно, но в некоторых случаях организуются очные встречи для совместного одновременного рисования карт. В русскоязычной практике они получили название "картовстречи" (по аналогию с иностранными термином - Mapping Party). Для раздачи заданий участникам картовстреч используется специальные сервисы (например, MapCraft). Нужда в них возникает, потому что предметом совместного рисования может становиться один регион или город и надо озаботиться, чтобы не возникало конфликтов при отправке изменений на сервер.
Картовстречи могут проводиться как с физическим выходом на местность для сбора и проверки данных, так и без этого и рисованием карты только по растровой подложке.

## Типы
Совместное картографирование различаются в зависимости от того, какую функцию имеет совместное издание: на самой карте (общая поверхность) или пометки на карту. Очень простое приложение для совместного картографирования предназначается для размещения пользователей местах (социальное картирование или геосоциальная сеть) или для расположения статей в Википедии (Placeopedia). Совместная работа подразумевает возможность издания издания несколькими отдельными лицами, поэтому термин будет иметь тенденцию исключать приложения, где карты не предназначены для изменения обычным пользователем.
В таком виде сама карта создается совместными усилиями при наличии общей поверхности. Например, в OpenStreetMap и WikiMapia есть возможность создавать отдельные «достопримечательности», а также линейные объекты и области. Совместное картографирование и, в частности, поверхностный обмен сталкиваются с теми же проблемами, что и контроль версий, а именно: параллельные проблемы с доступом и контроль версий. В дополнение к этим проблемам, карты совместной работы должны решать сложную проблему загромождения из-за геометрических ограничений, присущих среде. Одним из подходов к этой проблеме является использование накладок, что подходит для использования в сфере потребительских услуг. Несмотря на эти проблемы, совместные картографические платформы, такие как OpenStreetMap, можно считать надежными, как профессионально созданные карты.
Функция накладки предметов на карту позволяет пользователю карты переключать видимость слоя и, таким образом, все элементы, содержащиеся на карте. Приложение использует картографические фрагменты из сторонних ресурсов (например, одного из API для сопоставления) и добавляет к ним свои собственные редактируемые карты, иногда в стиле вики . Если изменения каждого пользователя содержатся на карте, проблема контроля версий и загромождения может быть смягчена. Одним из примеров этого является платформа Accessadvisr, которая использует совместное картографирования для информирования лиц о проблемах доступности, что воспринимается как надежная и заслуживающая доверия как профессиональная информация.
Другие инструменты совместного картографирования следуют другому подходу и ориентируют пользователя на создание пользовательского контента. Так пользователи обогащают карты своими собственными точками интереса и создают для себя своеобразные путеводители. В то же время пользователи могут изучить такие карты от других пользователей в качестве совместного расширения.

## Гуманитарное совместное картографирование
Гуманитарный проект в OpenStreetMap обеспечивает совместную картографическую поддержку для гуманитарных целей, например, совместную транспортную карту, эпидемиологические картирование малярии,или землетрясений.

## Частное местное сотрудничество с использованием карт
Некоторые картографические компании предлагают интерактивный инструмент отображения, который показывает конфиденциальные данные на цифровых картах, например:
- Карты Google[13]
- uebermaps — локальное сотрудничество и публикация с картами[14]